# Sylosis
Sylosis este o trupă britanică de heavy metal formată în Reading, Berkshire, în anul 2000. Colaborând cu casa de discuri Nuclear Blast Records, trupa a lansat cinci albume de studio, un album live, două EP-uri și 12 clipuri muzicale. Cel mai recent album al lor, Cycle of Suffering⁠(d), a fost lansat în 2020.

## Istorie
Formare și "Conclusion of an Age" (2000-2009)
Sylosis a fost înființat în anul 2000 de chitaristul Josh Middleton⁠(d) și basistul Carl Parnell, care au început să cânte muzică extremă alături de alți prieteni din școală. Sylosis a lansat câteva EP-uri; "Casting Shadows" în 2006 și "The Supreme Oppressor" în 2007, în Marea Britanie, prin intermediul unei mici case de discuri indie, In at the Deep End Records⁠(d). În decembrie 2007, Sylosis a semnat cu Nuclear Blast Records, iar în octombrie 2008 au lansat albumul lor de debut, "Conclusion of an Age".
Cu privire la stilul albumului lor de debut, "Conclusion of an Age", Middleton a remarcat: "Baza sunetului nostru este thrash-ul vechi din zona Bay Area. Noi nu scădem acordajul chitarelor și nu cântăm breakdown-uri. În schimb, ne place să includem în muzica noastră diferite stiluri și nuanțe metal. Încercăm să facem ca toate piesele noastre să fie cu adevărat epice. Ne plac elementele progresive, cele brutale și cele melodice." După înregistrarea albumului lor de debut, chitaristul Gurneet Ahluwalia a fost înlocuit cu fostul chitarist al trupei Viatrophy, Alex Bailey⁠(d), pregătit pentru turneul european din începutul anului 2009 alături de trupele The Black Dahlia Murder, Cephalic Carnage⁠(d) și Psycroptic⁠(d).
Sylosis a fost una dintre trupele care au deschis scena Tuborg (a treia scenă) la festivalul Download de la Castle Donington, alături de apariții la New England Metal and Hardcore Festival⁠(d) și o deschidere la scena Bohemia la festivalul Sonisphere. A fost anunțat un turneu în Marea Britanie pentru octombrie/noiembrie 2009, dar a fost anulat deoarece trupa a primit o ofertă pentru a deschide turneul DragonForce din Marea Britanie în noiembrie/decembrie 2009.
"Edge of the Earth", "Monolith", și accidentul cu rulota (2010–2013)

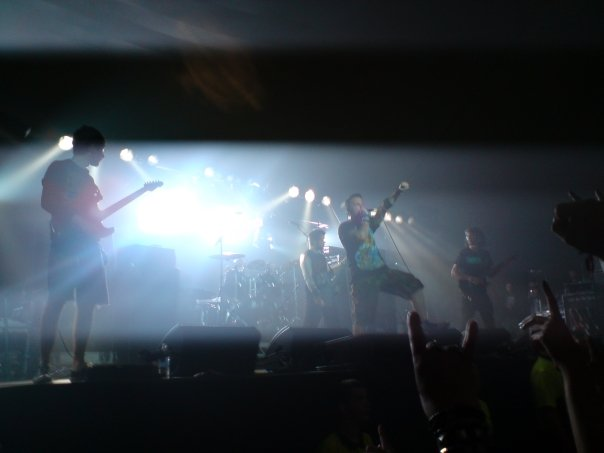
Sylosis la Festivalul Sonisphere, 2009

Sylosis a înlocuit trupa Rise to Remain⁠(d) în timpul etapei din Marea Britanie a turneului european al trupei As I Lay Dying⁠(d) în 2010. Sylosis a intrat a înregistrat al doilea lor album de studio complet, intitulat "Edge of the Earth"; acesta a fost lansat în martie 2011. Apoi au înregistrat un al treilea album de studio intitulat "Monolith" cu producătorul Romesh Dodangoda în Țara Galilor, la Monnow Valley Studio⁠(d). "Monolith" a fost lansat pe 5 octombrie 2012 în Germania, pe 8 octombrie 2012 în Marea Britanie și Europa, pe 9 octombrie 2012 în SUA și pe 10 octombrie 2012 în Japonia, prin intermediul casei de discuri Nuclear Blast Records. Din ianuarie 2013, trupa a fost cap de afiș la un turneu în Marea Britanie și a participat și la festivalul Soundwave din Australia. De asemenea, au efectuat un turneu alături de trupele Hellyeah⁠(d), In Flames și cu headliner Lamb of God la sfârșitul anului 2012. Trupa a avut un rol principal de susținere în cadrul unui turneu cu Killswitch Engage în Europa în aprilie și mai 2013. Sylosis a fost anunțată ca trupă de deschidere pentru turneul nord-american comun al trupelor Trivium și DevilDriver, alături de trupa After the Burial⁠(d) cu rol de susținere. Turneul a fost programat pentru octombrie și noiembrie.
Pe 25 septembrie, membrii trupei Sylosis au fost implicați într-un accident cu o rulotă (RV), iar rănile suferite au dus la anularea spectacolelor lor de susținere a trupelor Trivium și DevilDriver.
"Dormant Heart", plecarea lui Rob Callard și pauza (2014–2016)
După ce membrii trupei Sylosis s-au recuperat de la rănile suferite în accident, au început un turneu în Marea Britanie și Europa, fiind trupa principală de susținere a celor de la DevilDriver, alături de Bleed from Within⁠(d). În timpul acestui turneu, toboșarul Sylosis, Rob Callard, nu a putut participa din cauza altor angajamente. Ali Richardson⁠(d), toboșarul trupei Bleed From Within⁠(d), l-a înlocuit pentru restul turneului.
La sfârșitul lunii septembrie 2014, s-a anunțat că Rob Callard se retrage din postura de toboșar al trupei Sylosis după nouă ani de activitate în trupă. Înlocuirea lui a fost anunțată în același timp, în persoana lui Ali Richardson⁠(d). Relația lui Richardson cu Sylosis a început în timpul turneului cu DevilDriver din aceeași perioadă a anului.
La începutul lunii octombrie 2014, Sylosis a anunțat detalii despre cel de-al patrulea album al lor, intitulat "Dormant Heart", care a fost lansat pe 12 ianuarie 2015 prin intermediul casei de discuri Nuclear Blast Records.
În a doua jumătate a lunii mai 2015, Sylosis a început un turneu european alături de trupa Wovenwar⁠(d). De asemenea, au concertat la mai multe festivaluri în timpul verii, precum Graspop Metal Meeting⁠(d) și Hellfest, printre altele.
În octombrie 2016, Sylosis a anunțat că va intra într-o pauză, deoarece vocalistul Josh Middleton⁠(d) va cânta la chitară alături de trupa britanică de metalcore Architects, în urma decesului chitaristului lor Tom Searle⁠(d), care era și un apropiat al lui Middleton. După 11 luni de turneu cu Architects, s-a anunțat că Middleton se va alătura oficial trupei Architects, afirmând că va rămâne în continuare și în Sylosis.
Reîntoarcerea și "Cycle of Suffering" (2019-prezent)
Într-un interviu din martie 2019, Middleton a confirmat că trupa rămâne activă și că intenționează să lanseze un nou album în 2019. Pe 5 decembrie 2019, Nuclear Blast a dezvăluit precomanda pentru un aparent nou album intitulat "Cycle of Suffering", care urma să fie lansat pe 14 februarie 2020. O zi mai târziu, trupa a anunțat că s-a întors din pauza lor și a confirmat că noul album va fi lansat pe 7 februarie 2020. A urmat lansarea primului single și videoclip din album, intitulat "I Sever".
În promovarea albumului, trupa a susținut Trivium în concertul live "A Light or a Distant Mirror". Acest concert a avut loc la Full Sail University⁠(d) și a fost transmis online. Din cauza pandemiei de COVID-19, concertul nu a avut public în direct.
Pe 11 decembrie 2020, Sylosis a lansat un nou single, intitulat "Worship Decay".
Pe 8 martie 2021, Sylosis a anunțat lansarea pe vinil a albumului "Conclusion of an Age" și a lansat "Plight of the Soul", o piesă inedită de pe fața B a albumului.
Pe 3 decembrie 2021, Sylosis a lansat un nou single intitulat "Immovable Stone", la care Josh Middleton⁠(d) a declarat că un nou album va fi lansat la începutul anului 2022. Pe 9 august 2022, Sylosis a lansat un nou single intitulat "Heavy is the Crown", primul dintr-o trilogie de single-uri care au fost lansate în 2022.

## Discografie
Albume de studio
- Conclusion of an Age⁠(d) (Nuclear Blast, 2008)
- Edge of the Earth⁠(d) (Nuclear Blast, 2011)
- Monolith⁠(d) (Nuclear Blast, 2012)
- Dormant Heart⁠(d) (Nuclear Blast, 2015)
- Cycle of Suffering⁠(d) (Nuclear Blast, 2020)
- A Sign of Things to Come (Nuclear Blast, 2023)

EP-uri
- Casting Shadows (In at the Deep End, 2006)
- The Supreme Oppressor (In at the Deep End, 2007)

Albume Live
- Sylosis Live at High Voltage⁠(d) (2011)
- Sylosis Live At: Lite Up Studios (2020)

Single-uri
- "Strength Beyond Strength" (Pantera Cover, 2009)
- "Slings and Arrows" (2012)
- "Mercy" (2014)
- "Different Masks on the Same Face" (2016)
- "I Sever" (2019)
- "Calcified" (2020)
- "Worship Decay" (2020)
- "Immovable Stone" (2021)
- "Heavy Is the Crown" (2022)
- "Deadwood" (2023)
- "Poison for the Lost" (2023)

Clipuri muzicale
- "Teras" (2008)[3]
- "After Lifeless Years" (2009)[4]
- "Empyreal" (2011)[5]
- "A Serpent's Tongue" (2011)[6]
- "Fear the World" (2012)[7]
- "Mercy" (2014)[8]
- "Leech" (2015)[9]
- "Servitude" (2015)[10]
- "I Sever" (2019)[11]
- "Calcified" (2020)[12]
- "Cycle of Suffering" (2020)[13]
- "Worship Decay" (2020)[14]
- "Immovable Stone" (2021)[15]
- "Deadwood" (2023) [16]

1. ↑  „SYLOSIS: 'Empyreal' Video Released”. Blabbermouth.net. 21 martie 2011. Accesat în 19 iulie 2023.
2. ↑  „SYLOSIS To Return With New Album, 'Cycle Of Suffering', In February”. Bblabbermouth.net. 6 decembrie 2019. Accesat în 19 iulie 2023.
3. ↑  „SYLOSIS – Teras (OFFICIAL MUSIC VIDEO)”. Arhivat din original în 30 mai 2023. Accesat în 7 august 2023 – via YouTube.
4. ↑  „SYLOSIS – After Lifeless Years (OFFICIAL MUSIC VIDEO)”. Arhivat din original în 11 august 2023. Accesat în 7 august 2023 – via YouTube.
5. ↑  „SYLOSIS – Empyreal (OFFICIAL MUSIC VIDEO)”. Arhivat din original în 7 aprilie 2023. Accesat în 7 august 2023 – via YouTube.
6. ↑  „Sylosis – A Serpent's Tongue (HD)”. Arhivat din original în 9 aprilie 2023. Accesat în 7 august 2023 – via YouTube.
7. ↑  „SYLOSIS – Fear The World (OFFICIAL MUSIC VIDEO)”. Arhivat din original în 11 mai 2023. Accesat în 7 august 2023 – via YouTube.
8. ↑  „SYLOSIS – Mercy (OFFICIAL MUSIC VIDEO)”. Arhivat din original în 5 aprilie 2023. Accesat în 7 august 2023 – via YouTube.
9. ↑  „Sylosis – Leech (Official Music Video)”. Arhivat din original în 29 iunie 2023. Accesat în 7 august 2023 – via YouTube.
10. ↑  „SYLOSIS – Servitude (OFFICIAL VIDEO)”. Arhivat din original în 6 mai 2023. Accesat în 7 august 2023 – via YouTube.
11. ↑  „SYLOSIS – I Sever (OFFICIAL VIDEO)” – via YouTube.
12. ↑  „SYLOSIS – Calcified (OFFICIAL VIDEO)” – via YouTube.
13. ↑  „SYLOSIS – Cycle of Suffering (OFFICIAL LIVE VIDEO)”. YouTube. Arhivat din original în 4 mai 2023. Accesat în 7 august 2023.
14. ↑  „SYLOSIS – Worship Decay (OFFICIAL MUSIC VIDEO)”. YouTube. Arhivat din original în 30 octombrie 2022. Accesat în 7 august 2023.
15. ↑  „New Sylosis Single "Immovable Stone" is Unf*ckwithable Metal”. 3 decembrie 2021.
16. ↑  „SYLOSIS Drops Official Video for Vicious New Single 'Deadwood'”. 16 martie 2023.